# ژان کریستف سستو
ژان کریستف سستو (انگلیسی: Jean-Christophe Cesto؛ زادهٔ ۲۴ ژانویه ۱۹۸۷) بازیکن فوتبال اهل فرانسه است.
از باشگاه‌هایی که در آن بازی کرده‌است می‌توان به باشگاه فوتبال باستیا اشاره کرد.